# Manuel de Arche
Manuel Félix de Areche y Cabreada o Manuel de Arche  fue un militar y político español, que sirvió como gobernador del Tucumán entre 1730 y 1732.

## Biografía
Manuel Felipe de Arche, a quien según otros documentos de la época llamaban Belisario Manuel Félix (o Felipe) de Arche (o Areche o Arache) y Cambreada, nació en Nápoles, aunque sus padres eran de Extremadura, España.
Había sido teniente de gobernador en Santiago del Estero en el gobierno de Esteban de Urizar en 1714, con lucida actuación en ese cargo. Luego pasó al Perú como corregidor de Cinti, provincia de Chichas, donde se destacó en la lucha contra los chiriguanos.
El 30 de julio de 1730, siendo Capitán de granaderos de los Reales Ejércitos de su majestad, fue designado gobernador del Tucumán por el virrey del Perú José de Armendáriz, marqués de Castelfuerte.
Falleció en la ciudad de Salta el 16 de junio de 1732.

## Gobierno del Tucumán (1730-1732)
Tomó posesión del cargo en octubre de 1730. Fue un gobernante de muchas iniciativas. Se destacó en la lucha contra los indígenas y en 1731 formó un ejército de mil hombres, con el cual combatió durante cuatro meses a los aborígenes. Le pusieron como sobrenombre "el azote de los bárbaros del Chaco".
Tuvo una crisis con el Cabildo de Córdoba, que llegó a designar otro gobernador y, durante la misma, el gobernador falleció por una enfermedad en Salta el 16 de junio de 1732. Sus restos fueron enterrados en el colegio jesuita de Salta, junto a los de Urizar y Arespacochaga.